# Vince Ebert

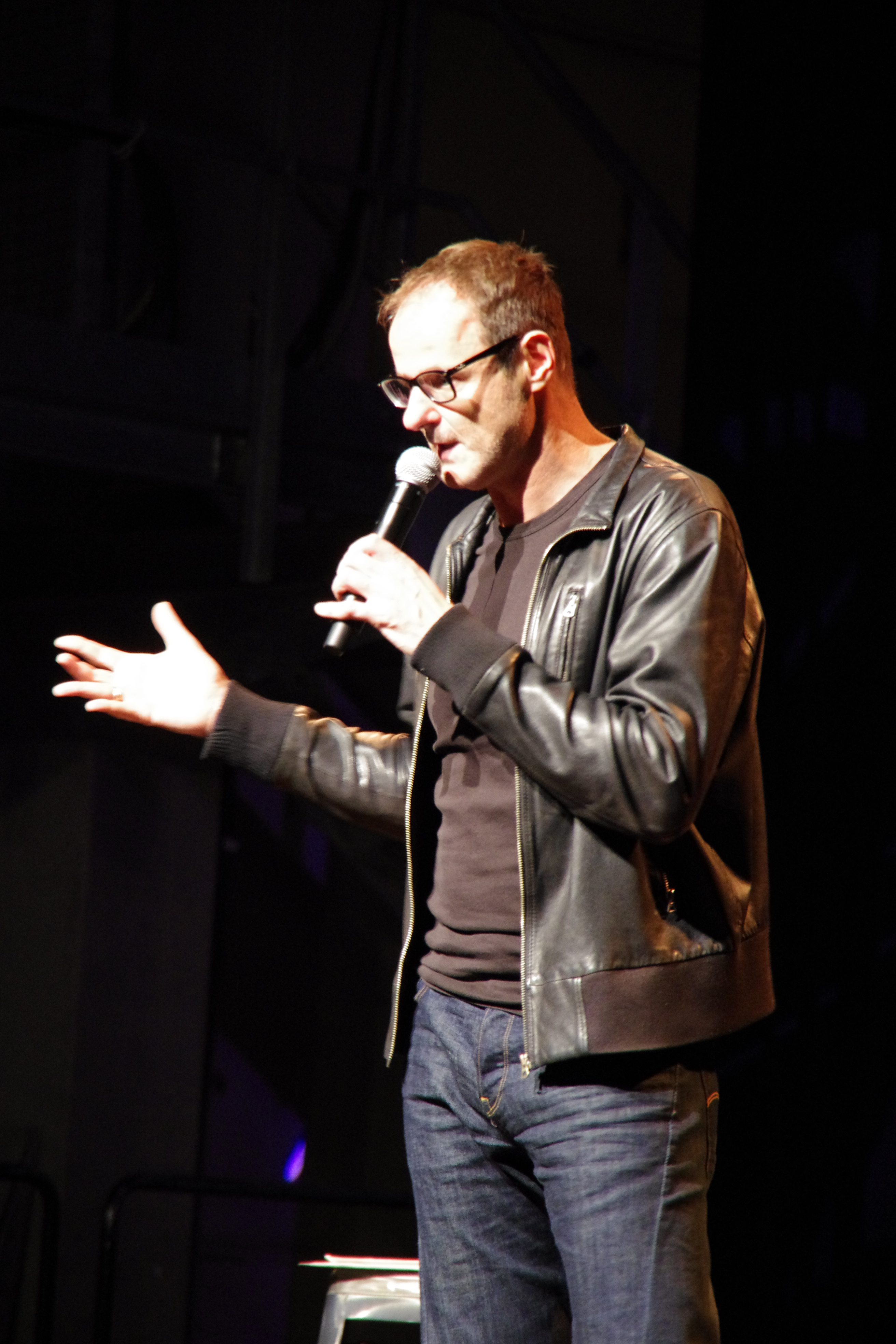
Vince Ebert (2022) im Kaminwerk in Memmingen

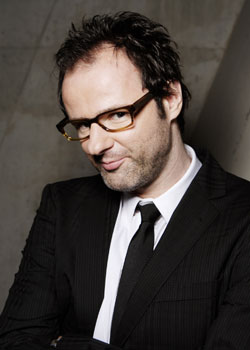
Vince Ebert (2007)

Vince Ebert (* 23. Mai 1968 in Miltenberg als Holger Ebert) ist ein deutscher Comedian, Kabarettist und Autor.

## Leben

### Kindheit und Jugend
Vince Ebert wuchs im unterfränkischen Amorbach im Odenwald auf. Weil er im Alter von 14 Jahren ein Fan von Vince Weber war, wurde er von seinen Klassenkameraden „Vince“ genannt.

### Ausbildung und Beruf
Nach seinem Wehrdienst bei der Fernmeldetruppe studierte er von 1988 bis 1994 Physik an der Julius-Maximilians-Universität Würzburg und schloss sein Studium mit einem Diplom ab.
1994 wurde er Bayerischer Meister im Beachvolleyball.
Von 1995 bis 1997 arbeitete Vince Ebert als Consultant bei der Unternehmensberatung Ogilvy & Mather Dataconsult in Frankfurt am Main. Von 1997 bis 2001 war er als strategischer Planer bei der Werbeagentur Publicis in Frankfurt tätig.

### Kabarett
1998 unternahm Vince Ebert erste komödiantische Gehversuche auf verschiedenen Kleinkunstbühnen. Sein erstes Soloprogramm Die jetzt aber wirklich große Show feierte 2001 im Neuen Theater Höchst Premiere. Entdeckt wurde er von Susanne Herbert, der Managerin von Eckart von Hirschhausen. Unter der Regie von Eckart von Hirschhausen entstand sein erstes Wissenschaftskabarettprogramm: „Urknaller – Physik ist sexy“. Die Uraufführung fand 2004 in der Frankfurter „Käs“ statt. Obwohl er Atheist ist, trat er 2013 auf dem Evangelischen Kirchentag in Hamburg auf. Seit September 2016 tourt Vince Ebert mit seinem siebten Soloprogramm Zukunft is the Future durch Deutschland, Österreich und die Schweiz.
2014 startete er mit Eric Mayer das Programm Schlau hoch 2 – Vince und Eric reisen zu den Sternen, eine Wissensshow für Familien.
In seinem humoristischen Werk greift er wissenschaftliche Zusammenhänge auf.
Vince Ebert moderiert auch Veranstaltungen wie zum Beispiel den „Felix Burda Award“, die „Markengala“ oder den Jahresempfang des ThyssenKrupp IdeenPark (Co-Moderation mit Thomas Gottschalk). Als Keynote-Speaker hält er Vorträge über wissenschaftliche und wirtschaftliche Themen, beispielsweise beim Alpensymposium oder Bühnen des Wissens (Sprecherhaus). Seit 2016 auch in englischer Sprache.

### Fernsehen
Vince Ebert trat in verschiedenen TV-Sendungen auf, beispielsweise den Mitternachtsspitzen (WDR), TV total (ProSieben) und war außerdem Gast in Gesprächssendungen wie Markus Lanz (ZDF), der NDR Talkshow und dem Kölner Treff (WDR).
Zwischen 2009 und 2011 trat Vince Ebert als „Gastdozent“ in der WDR-Sendung Der dritte Bildungsweg auf, die in dieser Zeit von Jürgen Becker moderiert wurde. 2012 übernahm er gemeinsam mit Eckart von Hirschhausen die Moderation für eine Staffel.
Von 2011 bis März 2022 präsentierte Ebert in der ARD die Sendung Wissen vor acht – Werkstatt, wo er in weniger als drei Minuten interessante physikalische Zusammenhänge erklärte.

### Privates
Vince Ebert ist Schirmherr des Galileum Solingen. Auch die Initiative „Jugend für Technik“ des Technoseum in Mannheim unterstützt er als Schirmherr. Ferner engagiert er sich als Botschafter der Initiative MINT Zukunft schaffen und der Stiftung Rechnen für die Idee, mehr mathematisch-naturwissenschaftliches Grundwissen zu vermitteln, und ist außerdem Fellow der Gesellschaft zur wissenschaftlichen Untersuchung von Parawissenschaften (GWUP).
Er lebte einige Jahre in Frankfurt-Sachsenhausen, später neun Monate in New York. Dort trat er mit einem eigenen Programm auf.
Ebert ist mit der Schauspielerin Valerie Bolzano verheiratet.
Ebert wohnt seit März 2020 in Wien.

## Programme
- 2001–2003: Die jetzt aber wirklich richtig große Show
- 2003–2004: Alles gelogen (Regie: Mathias Repiscus)
- 2004–2007: Urknaller – Physik ist sexy (Regie: Eckart von Hirschhausen)
- 2007–2010: Denken lohnt sich (Regie: Eckart von Hirschhausen)
- 2011–2013: Freiheit ist alles (Regie: Eckart von Hirschhausen)
- 2013–2016: Evolution (Regie: Jim Libby)
- 2014–2016: Schlau hoch 2 – Vince und Eric reisen zu den Sternen (mit Eric Mayer)
- ab 2016: Zukunft is the Future (Regie: Jim Libby)
- ab 2018: Sexy Science (englisches Programm)
- seit 2018: Make Science great Again
- seit 2024: Vince of Change

## Publikationen
Literatur
- 2008: Denken Sie selbst! Sonst tun es andere für Sie. Rowohlt Verlag, Hamburg, ISBN 978-3-499-62386-8
- 2011: Machen Sie sich frei! Sonst tut es keiner für Sie. Rowohlt Taschenbuchverlag, Reinbek bei Hamburg 2011, ISBN 978-3-499-62651-7.[18]
- 2013: Bleiben Sie neugierig. Rowohlt, ISBN 978-3-499-63043-9.
- 2016: Unberechenbar. Warum das Leben zu komplex ist, um es perfekt zu planen Rowohlt Polaris, Reinbek, ISBN 978-3-499-63112-2.
- 2020: Broadway statt Jakobsweg: Entschleunigung auf andere Art, dtv, München ISBN 978-3-423-34990-1.
- 2022: Lichtblick statt Blackout, dtv, München, ISBN 978-3-423-26342-9.
- 2025: Wot Se Fack, Deutschland?, dtv, München, ISBN 978-3-423-26416-7.

Tonträger
- 2003: Die jetzt aber wirklich richtig große Show (Live-Mitschnitt Bühnenprogramm)
- 2005: Urknaller – Physik ist sexy (Live-Mitschnitt Bühnenprogramm)
- 2008: Denken lohnt sich (Eichborn Verlag, Live-Mitschnitt Bühnenprogramm)
- 2008: Denken Sie selbst! Sonst tun es andere für Sie (Eichborn Verlag, Live-Lesung)
- 2011: Freiheit ist alles (Eichborn Verlag, Live-Mitschnitt Bühnenprogramm)
- 2011: Machen Sie sich frei! Sonst tut es keiner für Sie (der Hörverlag, Live-Lesung)
- 2014: Evolution (der Hörverlag, Live-Mitschnitt Bühnenprogramm)
- 2016: Unberechenbar (der Hörverlag, Live-Mitschnitt Bühnenprogramm)
- 2017: Zukunft ist the Future (der Hörverlag, Live-Mitschnitt Bühnenprogramm), ISBN 978-3-8445-2600-4

Kolumnen
- 2007–2009: Frankfurter Neue Presse, wöchentliche Kolumne Witzig und wahr
- 2008–2018: Absatzwirtschaft, monatliche Kolumne Marketing Life[19]
- seit 2009: NovoArgumente
- 2009–2011: Frankfurter Rundschau, wöchentliche Kolumne Denken Sie selbst
- 2011–2012: monatliche Kolumne im Prinz Magazin
- seit 2013: Gastbeiträge im Spektrum Neo
- 2013–2017: wöchentliche Kolumne im Focus[20]
- seit 2015: Blog der Stiftung Rechnen[21]
- seit 2016: zweiwöchentliche Kolumne »Vince Ebert extrapoliert« auf Spektrum.de[22]

## Auszeichnungen

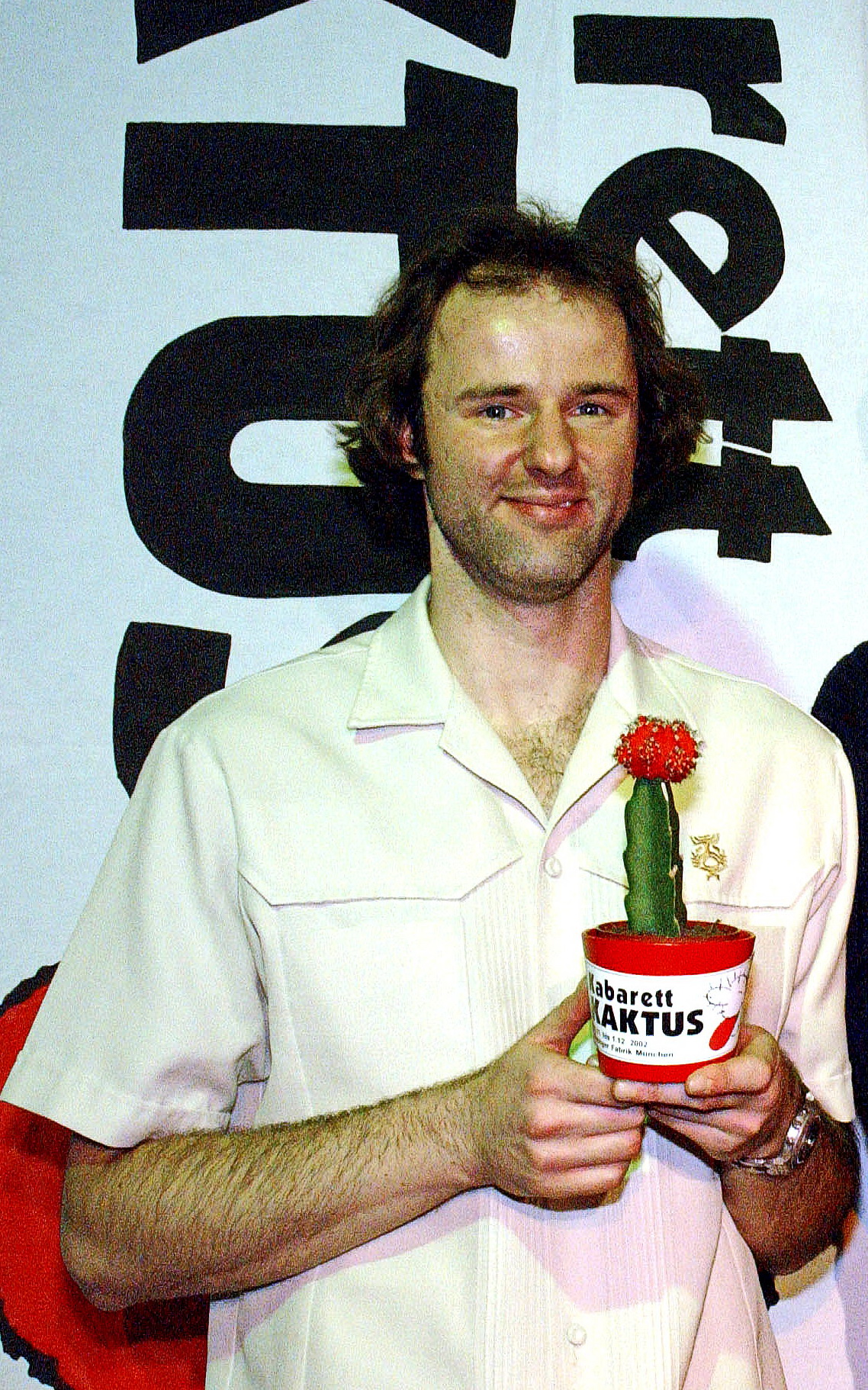
Vince Ebert, Kabarett Kaktus 2002

- 1999: Bielefelder Kabarettpreis 2. Platz
- 2002: Kabarett Kaktus
- 2003: Bayerischer Kabarettpreis in der Kategorie Senkrechtstarter
- 2007: Sprungbrett (Förderpreis des Handelsblattes)
- 2025: Hayek-Medaille[23]